# Joan Mestre i Tudela
Joan Mestre i Tudela (Lleida, 1807 - 1889) fou un advocat i polític català.
Va néixer en una família de terratinents. Era fill de Cristòfor Mestre, doctor en Dret, i de Rosa Tudela. Los avantpassats de la seua família materna havien sigut ciutadans honrats de Barcelona i doctors en lleis en l'antic règim. Lo seu besavi Pere Tudela Claret va ser regidor absolutista.
Joan Mestre exercí d'advocat i fou alcalde de Lleida durant lo regnat d'Isabel II de 1857 a 1858 i de 1866 a 1867. Era un dels líders més destacats del Partit Moderat a Lleida. Com a mostra del seu fervor catòlic, la seua primera disposició en la seua segona etapa com a alcalde va ser comprar un oli del Monestir de Sixena que representava a Jesucrist perquè presidís la sala de sessions de l'Ajuntament. Pel que fa a les obres públiques, impulsà la reparació del Pont Vell i la construcció de la façana neoclàsica de la Paeria i va manar l'empedrament de molts carrers, l'acabament del Parc dels Camps Elisis, la construcció del gasònom, etc.
Després de la Revolució de 1868 s'adherí al carlisme i durant lo Sexenni Revolucionari va presidir la junta carlina de la província de Lleida (1870-1871). Continuà com a regidor a l'Ajuntament de Lleida i l'any 1871 es negà a rebre el rei Amadeu en una visita que va fer a la ciutat, al·legant que es tractava d'un viatge polític.
L'any 1874, durant la Tercera Guerra Carlina, fou vicepresident de la Diputació de Catalunya presidida pel general Rafael Tristany. N'exercí de facto les funcions de president i va haver de defensar l'autonomia de la Diputació davant l'autoritat militar carlina. Després de la derrota carlina al centre peninsular, va proposar la creació dels Croats Marians amb l'objectiu principal de «defensar los drets del catolicisme» i el secundari d'«auxiliar la legítima causa de Don Carles VII i per aquest mitjà reconquerir per a la nació espanyola la unitat religiosa». Va ser ferit al setge de la Seu d'Urgell i fou empresonat pels liberals.
Després de la guerra, tornà a Espanya i continuà exercint la seva professió d'advocat a Lleida. L'any 1880 va dirigir la primera Junta General d'Accionistes de la Caixa d'Estalvis i Mont de Pietat de Lleida i el desembre de 1881 va presidir el primer Consell d'Administració del Banc Mercantil de Lleida, contribuint-hi amb dos mil del total de quinze mil accions. En 1885 era vicepresident de la Comissió provincial d'auxilis de la província de Lleida i va contribuir amb 50 pessetes en una subscripció nacional per als afectats pels terratrèmols de Granada i Màlaga.
L'any 1888 abandonà el Partit Carlí, s'adherí al Partit Integrista liderat per Ramón Nocedal i fou l'inspirador doctrinal d'El Diario de Lérida.
Morí el 17 d'octubre de 1889. Estava casat amb Ana Mensa i Font i fou pare de Pere Mestre i Mensa. Lo seu germà, Pere Mestre Tudela (1811-1865), també ocupà càrrecs en les institucions lleidatanes durant la Dècada moderada.

## Obres
- Memoria que en la Junta General de Accionistas de la Caja de Ahorros y Monte-Pío de Lérida celebrada el día 31 de marzo de 1882 leyó el director de este establecimiento D. Juan Mestre y Tudela.[14]